# Station balnéaire (roman)
Pour l’article homonyme, voir Station balnéaire.
Station balnéaire est un roman de Christian Giudicelli publié en 29 août 1986 aux éditions Gallimard et ayant reçu le prix Renaudot la même année.

## Historique
Dans le cadre des affaires entourant Gabriel Matzneff et ses relations avec des adolescents, ce roman, qui met notamment en scène des adultes pratiquant le tourisme sexuel et sollicitant de jeunes prostitués, est revenu sur le devant de l'actualité en 2019-2020 en raison des liens d'amitié de Christian Giudicelli avec l'auteur des Moins de seize ans.

## Éditions
- Station balnéaire, éditions Gallimard, 1986,  (ISBN 978-2070707805).